# 菊入正行
菊入正行（きくいり まさゆき ）は、日本の男性総合格闘家。千葉県船橋市出身。NEVER QUIT所属。元ウェルター級キング・オブ・パンクラシスト。

## 来歴
2017年4月23日、PANCRASE 286で上原広誉とプロデビュー戦を行い、1R中盤にグラウンドパンチでTKO勝ちを収めた。
2020年7月24日、PANCRASE 316でウェルター級転向戦として元GLADIATORミドル級チャンピオンの中村勇太と対戦し、2R中盤にグラウンドパンチでTKO勝ちを収めた。
2020年12月13日、PANCRASE 320で村山暁洋と対戦し、0-3判定負け
2021年10月17日、PANCRASE 324のウェルター級キング・オブ・パンクラス暫定王座決定戦で村山暁洋と再戦し、3-0判定勝ちで村山にリベンジを果たし、ウェルター級暫定キング・オブ・パンクラシストとなった。
2022年5月26日、手塚裕之がウェルター級キング・オブ・パンクラス王座を返上したため、同日付でウェルター級キング・オブ・パンクラシストに昇格した。
2022年9月28日、Bellator に参戦する事が発表された。
2023年3月26日、Bellatorに参戦する為、ウェルター級キング・オブ・パンクラス王座を返上した。
2025年4月3日、PFL 2025 World Tournament: 1st Round 1のPFLウェルター級トーナメント1回戦でGlobal Legion FCおよびCage Warriorsウェルター級王者のヤニス・バサールと対戦し、2R終了時にバサールが負傷により試合続行不可となったためTKO勝ちを収め準決勝進出を果たした。
2025年6月12日、PFL 2025 World Tournament: Semifinals 1のPFLウェルター級トーナメント準決勝で元Bellator世界ウェルター級暫定王者のローガン・ストーリーと対戦するも、0-3判定負けで決勝進出を逃した。

## 戦績

### プロ総合格闘技
| 総合格闘技 戦績 | 総合格闘技 戦績 | 総合格闘技 戦績 | 総合格闘技 戦績 | 総合格闘技 戦績 | 総合格闘技 戦績 | 総合格闘技 戦績 |
| --------------- | --------------- | --------------- | --------------- | --------------- | --------------- | --------------- |
| 15 試合         | (T)KO           | 一本            | 判定            | その他          | 引き分け        | 無効試合        |
| 11 勝           | 8               | 0               | 3               | 0               | 1               | 0               |
| 3 敗            | 1               | 0               | 2               | 0               | 1               | 0               |

| 勝敗 | 対戦相手                   | 試合結果                                 | 大会名                                                                        | 開催年月日     |
| ×    | ローガン・ストーリー       | 5分3R終了 判定0-3                        | PFL 2025 World Tournament: Semifinals 1 【PFLウェルター級トーナメント準決勝】 | 2025年6月12日  |
| ○    | ヤニス・バサール           | 2R終了時 TKO （レフェリーストップ:負傷） | PFL 2025 World Tournament: 1st Round 1 【PFLウェルター級トーナメント1回戦】   | 2025年4月3日   |
| ○    | ハーマン・テラド           | 3R 2:05 KO (左ミドルキック→パウンド)     | BELLATOR SERIES SAN DIEGO                                                     | 2024年9月8日   |
| ○    | アレクセイ・シュルケビッチ | 2R 4:33 KO （右ストレート）              | Bellator 295: Stots vs. Mix                                                   | 2023年4月22日  |
| ○    | 村山暁洋                   | 5分5R終了 判定3-0                        | PANCRASE 324 【ウェルター級キング・オブ・パンクラス 暫定王座決定戦】          | 2021年10月17日 |
| ○    | 三浦広光                   | 2R 2:31 TKO（グラウンドパンチ）          | PANCRASE 322                                                                  | 2021年6月27日  |
| ×    | 村山暁洋                   | 5分3R終了 判定0-3                        | PANCRASE 320                                                                  | 2020年12月13日 |
| ○    | 髙木健太                   | 5分3R終了 判定3-0                        | PANCRASE 317                                                                  | 2020年9月27日  |
| ○    | 中村勇太                   | 2R 2:35 TKO（グラウンドパンチ）          | PANCRASE 316                                                                  | 2020年7月24日  |
| △    | 岸本泰昭                   | 5分3R終了 判定1-1                        | PANCRASE 307                                                                  | 2019年7月21日  |
| ×    | 粕谷優介                   | 1R 1:01 TKO（グラウンドパンチ）          | PANCRASE 304                                                                  | 2019年4月14日  |
| ○    | 草・MAX                    | 3R 2:34 KO（右フック）                   | PANCRASE 295                                                                  | 2018年4月15日  |
| ○    | 小林裕                     | 3分3R終了 判定3-0                        | PANCRASE 293                                                                  | 2018年2月4日   |
| ○    | 高橋弘                     | 1R 2:14 TKO（スタンドパンチ連打）        | PANCRASE 291                                                                  | 2017年11月12日 |
| ○    | 上原広誉                   | 1R 2:59 TKO（グラウンドパンチ）          | PANCRASE 286                                                                  | 2017年4月23日  |

## 獲得タイトル
- 暫定ウェルター級キング・オブ・パンクラス王座（2021年）
- 第14代ウェルター級キング・オブ・パンクラス王座（2022年）